# 藥妝店
藥妝店（英語：drug store）類似於藥房，但除非有藥師駐店，否則一般不得接受處方箋，而是經營成藥、化妝品、衛生用品、日用品等四大分類品項，甚至可設置外幣收兌處。
為增加營收，不少藥房除了藥品還兼售化妝品、食品及生活日用品（如尿布、衛生紙、衛生棉等），相對於純粹販售藥品的一般藥房，這類藥房常稱為「藥妝店」，且有許多採連鎖品牌經營。